# Liste der Basketballligen
Liste der aktuellen und historischen Basketballligen.

## Herren-Ligen

### Nordamerika
Vereinigte Staaten
- NBA – National Basketball Association
- NBA G-League (professionelle Basketballliga für NBA-Nachwuchstalente)
- ABA – American Basketball Association
- WBA – World Basketball Association

 Kanada
- CEBL – Canadian Elite Basketball League
- BSL – Basketball Super League (North America)

 Mexiko
- LNBP – Liga Nacional de Baloncesto Profesional
- CIBACOPA – Circuito de Baloncesto de la Costa del Pacífico

 Puerto Rico
- BSN – National Superior Basketball League of Puerto Rico

### Europa
- EuroLeague (Europaweite Liga für Spitzenteams)
- European North Basketball League

 Russland  Belarus  Kasachstan
- VTB UL – VTB United League

 Bosnien und Herzegowina  Kroatien  Nordmazedonien
 Montenegro  Serbien  Slowenien
- ABA – Adriatische Basketballliga
  - ABA2 – Zweite Adriatische Basketballliga

 Bulgarien  Zypern  Israel
 Kosovo  Montenegro  Nordmazedonien
- BIBL – Balkan International Basketball League

 Niederlande  Belgien
- BNXT –  BNXT League

 Lettland  Estland
- LEBL –  Latvian–Estonian Basketball League

 Albanien  Kosovo
- Liga Unike

 Albanien
- ABSL – Albanian Basketball Superleague
  - ABFD – Albanian Basketball First Division

 Armenien
- Armenia Basketball League A

 Aserbaidschan
- Azerbaijan Basketball League

 Belarus
- Belarusian Premier League

 Bosnien und Herzegowina
- D1-Liga

 Bulgarien
- National Basketball League

 Dänemark
- BasketLigaen

 Deutschland
- BBL – easyCredit Basketball Bundesliga
  - ProA
    - ProB

 Estland
- KML – Paf Korvpalli Meistriliiga

 Finnland
- Korisliiga

 Frankreich
- LNB – Ligue Nationale de Basket Pro A
  - Ligue Nationale de Basket Pro B

 Griechenland
- GBL – Stoiximan Greek Basketball League
  - A2 Ethniki

 Georgien
- Superliga

 Irland
- Super League (Irland)

 Island
- Úrvalsdeild karla

 Israel
- Ligat ha’Al

 Italien
- Lega Basket Serie A

 Kosovo
- Kosovo Basketball Superleague
  - Kosovo Basketball First League

 Kroatien
- Favbet Premijer Liga

 Lettland
- Latvijas Basketbola Līga

 Litauen
- LKL – Lietuvos krepšinio lyga
  - NKL – Nacionalinė krepšinio lyga

 Luxemburg
- Luxembourg Basketball League

 Malta
- Malta Division 1 (Basketball)

 Moldau
- Moldau National Division (Basketball)

 Nordmazedonien
- Makedonska prva liga

 Montenegro
- Prva A Liga

 Norwegen
- BLNO – Basketligaen Norge

 Österreich
- Basketball Superliga
  - 2. Basketball-Bundesliga (Österreich)

 Polen
- Polska Liga Koszykówki

 Portugal
- LPB – Liga Portuguesa de Basquetebol

 Rumänien
- Liga Națională de Baschet Masculin

 Russland
- Basketball-Superleague (Russland)

 Schottland
- Scottish Basketball Championship Men

 Schweden
- Ligan

 Schweiz
- LNB – Basketball-Nationalliga

 Serbien
- Košarkaška liga Srbije

 Spanien
- Liga Endesa
  - Primera División

 Slowenien
- Basketball Liga (Slowenien)

 Tschechien
- Kooperativa NBL

 Türkei
- TBL – Türkiye Basketbol Ligi

 Ukraine
- Basketball Superliga Ukraine

 Ungarn
- Nemzeti Bajnokság I/A

 Vereinigtes Königreich
- Super League Basketball
  - National Basketball League (England)

 Zypern
- Cyprus Basketball Division A

### Asien
- East Asia Super League
- FIBA West Asia Super League

 Bahrain
- Bahraini Premier League (basketball)

 Volksrepublik China
- CBA – Chinese Basketball Association
  - National Basketball League (China)

 Hongkong
- Hong Kong A1 Division Championship

 Indien
- Elite Pro Basketball League

 Indonesien
- Indonesian Basketball League

 Iran
- Iranian Basketball Super League

 Irak
- Iraqi Professional Basketball League

 Japan
- B.League

 Jordanien
- Jordanian Premier Basketball League

 Kasachstan
- Kasachische Nationalliga

 Kuwait
- Kuwaiti Division I Basketball League

 Libanon
- Lebanese Basketball League

 Mongolei
- The League (Mongolia)

 Oman
- Oman Basketball League

 Philippinen
- PBA – Philippine Basketball Association

 Katar
- Qatari Basketball League

 Saudi-Arabien
- Saudi Basketball League

 Singapur
- Pro-Am Singapore Basketball League

 Südkorea
- KBL – Korean Basketball League

 Syrien
- Syrian Basketball League

 Taiwan
- Super Basketball League
- P. League+
- Taiwan Professional Basketball League

 Thailand
- Thailand Basketball League

 Vereinigte Arabische Emirate
- UAE National Basketball League

 Vietnam
- Vietnam Basketball Association

### Ozeanien
Australien
- NBL – National Basketball League

 Neuseeland
- NZNBL – National Basketball League (New Zealand)

 Guam
- GBL – Guam Basketball Association

### Südamerika
Argentinien
- LNB – Liga Nacional de Básquetbol

 Bolivien
- Liga Boliviana de Básquet

 Brasilien
- Campeonato Brasileiro de Basquete
- Novo Basquete Brasil

 Chile
- Liga Nacional de Básquetbol de Chile

 Kolumbien
- Baloncesto Profesional Colombiano

 Ecuador
- Liga Ecuatoriana de Baloncesto

 Guatemala
- Liga Nacional

 Guyana
- ONE GUYANA Premier Basketball League

 Paraguay
- Liga Nacional de Básquetbol (Paraguay)

 Peru
- Liga Nacional de Basquet (Peru)

 Suriname
- Heren Hoofdklasse (Basketball)

 Uruguay
- Liga Uruguaya de Básquetbol

 Venezuela
- Superliga Profesional de Baloncesto

### Afrika
- Basketball Africa League

 Algerien
- Algerian Basketball Championship

 Angola
- Angolan Basketball League

 Benin
- Ligue Professionnelle de Basket-ball du Bénin

 Botswana
- Botswana Basketball League

 Burkina Faso
- Burkinabé Men's Basketball Championship

 Burundi
- Burundian Basketball Championship

 Kamerun
- Elite Messieurs

 Kap Verde
- Capeverdean Basketball League

 Zentralafrikanische Republik
- Bangui Basketball League

 Ägypten
- Egyptian Basketball Premier League

 Elfenbeinküste
- Ligue d'Or

 Kenia
- KBF Premier League

 Liberia
- Liberia Basketball Association

 Libyen
- Libyan Division I Basketball League

 Madagaskar
- N1A

 Mali
- Ligue 1 (Mali)

 Marokko
- Division Excellence

 Mosambik
- Liga Moçambicana de Basquetebol

 Namibia
- KBA Premier League

 Nigeria
- Nigerian Premier League (basketball)
  - NBBF National Division One

 Ruanda
- Rwanda Basketball League
  - Rwanda Basketball League Division 2

 Senegal
- Nationale 1 Masculin
  - Nationale 2 (Senegal)

 Seychellen
- Seychelles Basketball League

 Südafrika
- Basketball National League

 Tansania
- National Basketball League (Tanzania)

 Tunesien
- Tunesische Basketball-Liga

 Uganda
- National Basketball League (Uganda)

 Sambia
- Zambia Basketball League

 Simbabwe
- BUZ National Championship

## Damen-Ligen

### Vereinigte Staaten
- WNBA – Women’s National Basketball Association

### Australien
- WNBL – Women’s National Basketball League

## Historische Ligen

### Herren-Ligen
- All-American Basketball Alliance (AABA 1977–1978)
- All-American Professional Basketball League (AAPBL 2005)
- Amateur Athletic Association Basketball (AAU 1897–1982)
- American Basketball Association (1967–1976)
- American Basketball League (1925–1955)
- American Basketball League (1961–1963)
- Continental Basketball Association (CBA 1946-2009)
- Global Basketball Association (GBL 1991-92 – December 1992, league folded midway through 1992-93 season)
- International Basketball Association
- International Basketball League (1999–2001)
- National Basketball League (Canada)
- National Basketball League (Vereinigte Staaten) (NBL 1937–1949)
- National Industrial Basketball League
- National Professional Basketball League (NPBL 1950–1951)
- National Rookie League (2000)
- Nordeuropäische Basketball-Liga (NEBL 1998–2003)
- Professional Basketball League of America (PBLA 1947–1948)
- Western Basketball Association (WBA 1978–1979)
- World Basketball League (1988–1992)
- World Professional Basketball Tournament (1939–1948)
- United States Basketball League (USBL 1985-2008)
- Baltikum: Baltic Basketball League (BBL)
- Russland: Professionalnaja Basketbolnaja Liga (PBL)

### Damen-Ligen
- American Basketball League (ABL 1996–1998)
- Liberty Basketball Association
- National Women’s Basketball League (NWBL 1997–2007)
- Women’s Pro Basketball League (WBL 1978–1981)